# Frame-probleem
In de kunstmatige intelligentie is het frame-probleem het probleem om efficiënt te noteren in een logisch formalisme wat er verandert én wat er niet verandert als gevolg van een actie. Met efficiënt wordt bedoeld dat men niet voor elke veranderlijke eigenschap van de omgeving hoeft uit te schrijven dat het niet verandert als er een actie wordt uitgevoerd. Het werd voor het eerst geformuleerd door John McCarthy en Patrick J. Hayes in 1969 in hun publicatie met de titel Some philosophical problems from the standpoint of artificial intelligence. Later kreeg het frame-probleem ook een betekenis in de filosofie waarbij de vraag gesteld wordt hoe denkende systemen kunnen bepalen welke informatie relevant is en welke niet, bij het redeneren over een bepaalde gebeurtenis. Wanneer een gebeurtenis (bijvoorbeeld een gebeurtenis als gevolg van een geplande actie) plaatsvindt in de wereld, kunnen we ons afvragen: (A) Welke dingen veranderen en welke niet? Meer specifiek:
- (A1) Wat zijn de noodzakelijke en voldoende voorwaarden voor het ontstaan van een gebeurtenis?
- (A2) Wat zijn de (potentiële) veranderingen ontstaan door de gebeurtenis?
- (B) Hoe representeren we (A)?
- (C) Hoe kunnen we over (A) redeneren?[1]

## Het probleem
In een omgeving (zoals een kamer) gelden vaak allerlei eigenschappen, zoals de positie of kleur van voorwerpen. Door een actie uit te voeren (zoals een stoel verplaatsen) veranderen enkele daarvan maar het merendeel zal niet veranderen: de andere voorwerpen staan nog op dezelfde plaats maar ook talloze andere aspecten veranderen niet, zoals wat de hoofdstad van een land is of het aantal letters in het alfabet.
In een formalisme zou men dit eigenlijk moeten aanduiden: als een kenmerk geldt op tijdstip t en een actie wordt uitgevoerd, dan is niet expliciet bekend dat het ook nog geldt op tijdstip t + 1. Dit geeft aanleiding tot zogeheten frame-axioma's die de onveranderlijkheid van de omgeving uitdrukken: voor elke actie en elk veranderlijk aspect moet aangegeven worden dat de actie het veranderlijke aspect niet verandert (e.g., "als de stoel rood is op tijdstip t en de stoel wordt verplaatst dan is de stoel ook rood op tijdstip t + 1).
Voor m acties en n veranderlijke aspecten (ook wel fluents genoemd) komt dit neer op O(mn) frame-axioma's, wat in veel probleemdomeinen een te groot aantal is.

## Geschiedenis
Het frame-probleem werd voor het eerst geformuleerd door John McCarthy en Patrick J. Hayes in 1969 in hun publicatie met de titel Some philosophical problems from the standpoint of artificial intelligence. In deze publicatie legden zij de basis voor de situation calculus, een formalisme waarmee kennis over de omgeving gerepresenteerd kan worden.

## Oplossingen
Er zijn oplossingen bekend voor het frame-probleem in onder andere de situation calculus, fluent calculus en event calculus. Volgens critici nemen deze oplossingen drie vormen aan: het zijn ofwel 'struisvogeloplossingen' die het frame-probleem ontkennen, of het frame-probleem wordt erkend maar er wordt verondersteld dat men eraan kan ontsnappen met heuristieken en een panacea van relevantie en prominentie, of er wordt verondersteld dat het frame-probleem voor een specifiek domein niet geldt. De "oplossingen" zijn logicismen die veronderstellen dat gescheiden domeinen worden gekenmerkt door "natuurlijke" primitieve termen.

## Frame-probleem in de filosofie
In 1978 legde Daniel Dennett in een publicatie uit dat het frame-probleem uit de kunstmatige intelligentie onderdeel uitmaakt van een groter probleem: hoe kan een rationeel denkend systeem bepalen welke informatie wel of niet relevant is in een redenering met betrekking tot het uitvoeren van een actie. De beschikbare hoeveelheid kennis moet als het ware afgekaderd worden maar het is de vraag hoe je kunt bepalen of informatie nu werkelijk wel of niet relevant is of zal zijn.